# Анохинский сельсовет (Московская область)
Анохинский сельсовет — упразднённая административно-территориальная единица, существовавшая на территории Московской губернии и Московской области до 1959 года.
Анохинский сельсовет был образован в первые годы советской власти. По данным 1923 года он входил в состав Починковской волости Егорьевского уезда Московской губернии.
В 1925 году к Анохинскому с/с был присоединён Никоновский с/с.
По данным 1926 года сельсовет включал деревни Анохино, Малая Ильинка и Никоново.
В 1929 году Анохинский с/с был отнесён к Егорьевскому району Орехово-Зуевского округа Московской области. При этом к нему был присоединён Крехтиновский с/с.
14 июня 1954 года к Анохинскому с/с был присоединён Новоерохинский сельсовет.
27 июня 1959 года Анохинский с/с был упразднён. При этом его территория была передана в Починковский с/с.